# Герб Мурманської області

Герб Мурманської області

Герб Мурманської області є символом Мурманської області, прийнято 6 червня 2004 року. Автор герба — Петро Абарин.

## Опис
Герб Мурманської області — чотирикутний, із закругленими нижніми кутами, загострений у краї геральдичний щит, у лазурової главі якого золоте північне сяйво. У червленому полі схрещені золотий якір і срібні кирка з мечем.
Північне сяйво символізує розташування Мурманської області за Полярним колом. Якір — символ мореплавання, рибного промислу. Кирка — символ гірничо-рудної промисловості. Меч — символ ратної праці й військової слави. Лазур — символ краси й величі. Червлений колір — символ мужності й сили. Золото — символ багатства. Срібло — символ чистоти.